# William DuVall
William Bradley DuVall (Washington, D.C., 6 de setembro de 1967) é um cantor, guitarrista e compositor estadunidense. Está na banda Alice in Chains desde 2006 como co-vocalista (junto com Jerry Cantrell), guitarrista rítmico e letrista. Também foi vocalista, guitarrista e letrista das bandas Neon Christ, Comes With The Fall e Giraffe Tongue Orchestra. Em 2019 lançou seu primeiro álbum solo, One Alone.

## Carreira
A carreira musical de DuVall começou na cena punk de Atlanta, no começo dos anos 80. William tocou pela primeira vez com o Awareness Void of Chaos.[carece de fontes?]
Em 1983, William ajudou a fundar a controversa banda punk de Atlanta Neon Christ; ele contribuiu com guitarras e letras para os álbuns da banda.  Com algumas turnês pela costa leste e dois álbuns, a banda política começou a ganhar popularidade. A banda usou sua popularidade para apoiar diversas causas de caridade incluindo trabalhar para Fela Anikulapo Kuti de graça. A banda se dissolveu em 1986, se reunindo para um último concerto com os membros originais em 24 de Dezembro de 2004. Atualmente, é dito que os membros estão filmando um documentário.[carece de fontes?]
DuVall passou o fim dos anos 80 com uma banda inspirada em Jimi Hendrix chamada "No Walls". Eles lançaram apenas um álbum.
Ele também passou esse tempo conseguindo um diploma em filosofia na Georgia State University.
Em 1994, DuVall co-escreveu a canção "I Know" para a amiga musicista de Atlanta Dionne Farris; esta canção deu a Farris uma indicação ao prêmio Grammy, e um prêmio ASCAP.[carece de fontes?]
No fim dos anos 90, DuVall fundou a banda Madfly. Ele serviu como guitarrista, vocalista e letrista. Seus esforços incluíram dois álbuns, "Get the Silver" e "White Hot In The Black", ambos lançados no selo de Duvall, DVL Recordings, o último distribuido nacionalmente pela Mercury Records/PolyGram. Madfly ganhou sucesso comercial, mas decidiu que não estava no melhor interesse dos membros e se dissolveu para formar a banda Comes With The Fall, com o novo baixista Adam Stanger. Depois, os membros se relocaram de Atlanta para Los Angeles para perseguir uma nova audiência.[carece de fontes?]
DuVall também foi o guitarrista do artista da Octone Records, Michael Tolcher, em anos recentes enquanto Tolcher fez turnê através dos Estados Unidos.[carece de fontes?]
Em 2016, DuVall se juntou ao supergrupo Giraffe Tongue Orchestra, formado pelo guitarrista Ben Weinman da banda The Dillinger Escape Plan, o guitarrista Brent Hinds da banda Mastodon, o baterista Thomas Pridgen da banda The Mars Volta, e o baixista Wielbert Collinson das bandas Dethklok e Zappa Plays Zappa. Em 23 de setembro de 2016, a banda lançou o álbum Broken Lines com DuVall como vocalista.[carece de fontes?]
Em 4 de outubro de 2019 foi lançado seu primeiro álbum solo, One Alone.

## Alice in Chains
DuVall ficou amigo do músico Jerry Cantrell em 2000. William tocou com Cantrell em sua turnê solo Degradation Trip entre 2001 e 2002, tocando guitarra e fazendo backing vocals.
Em 2006, após um convite de Cantrell para fazer um teste com sua antiga banda Alice in Chains, DuVall se tornou o novo vocalista da banda, assumindo o posto que era de Layne Staley, que morreu de uma overdose de speedball em Abril de 2002. DuVall se apresentou com o Alice in Chains pela primeira vez em 10 de março de 2006, no programa de TV Decades Rock Live do canal VH1, que homenageava a banda Heart. Durante o programa, DuVall cantou "Rooster", um dos maiores sucessos do Alice in Chains.
O primeiro álbum do Alice in Chains com DuVall como novo vocalista foi lançado em 29 de setembro de 2009 e intitulado Black Gives Way to Blue. O álbum estreou na 5ª posição dos álbuns mais vendidos da Billboard 200, e ganhou certificado de ouro pela RIAA, com vendas superiores a 500 mil cópias.
Em 28 de maio de 2013, a banda lançou o segundo álbum com DuVall, The Devil Put Dinosaurs Here, que estreou na 2ª posição da Billboard 200.
O sexto álbum do Alice in Chains (e o terceiro com DuVall), Rainier Fog, foi lançado em 24 de agosto de 2018.

## Discografia
| Título                        | Lançamento | Gravadora             | Banda                    |
| ----------------------------- | ---------- | --------------------- | ------------------------ |
| Neon Christ 7”                | 1984       | Social Crisis Records | Neon Christ              |
| Neon Christ 2x7"              | 1990       | F-King Records        | Neon Christ              |
| No Walls (extended play)      | 1992       | Third Eye Records     | No Walls                 |
| Get the Silver                | 1996       | Killing Floor Records | Madfly                   |
| White Hot in the Black        | 1998       | Blackheart            | Madfly                   |
| Comes with the Fall           | 2000       | DVL                   | Comes with the Fall      |
| The Year is One               | 2001       | DVL                   | Comes with the Fall      |
| Live 2002 (álbum ao vivo)     | 2002       | DVL                   | Comes with the Fall      |
| The Reckoning (extended play) | 2006       | DVL                   | Comes with the Fall      |
| Beyond the Last Light         | 2007       | DVL                   | Comes with the Fall      |
| Black Gives Way to Blue       | 2009       | Virgin/EMI            | Alice in Chains          |
| The Devil Put Dinosaurs Here  | 2013       | Virgin/EMI            | Alice in Chains          |
| Broken Lines                  | 2016       | Cooking Vinyl         | Giraffe Tongue Orchestra |
| Rainier Fog                   | 2018       | BMG                   | Alice in Chains          |
| One Alone                     | 2019       | DVL                   | William DuVall           |